# Podbłocie (obwód brzeski)
Podbłocie (biał. Падбалоцце; ros. Подболотье) – wieś na Białorusi, w obwodzie brzeskim, w rejonie pińskim, w sielsowiecie Stawek, przy drodze republikańskiej R6.
W dwudziestoleciu międzywojennym leżało w Polsce, w województwie poleskim, w powiecie pińskim, do 18 kwietnia 1928 w gminie Stawek, następnie w gminie Pinkowicze. Po II wojnie światowej w granicach Związku Sowieckiego. Od 1991 w niepodległej Białorusi.